# Gran San Nicolás de los Arroyos
Se denomina Gran San Nicolás de los Arroyos a la aglomeración urbana argentina que se extiende desde la ciudad de San Nicolás de los Arroyos hasta la localidad de Campos Salles (dentro de la provincia de Buenos Aires) y hasta el Barrio Arroyo del Medio (dentro de la provincia de Santa Fe).
Considerado como aglomerado urbano por el INDEC desde el censo de 1980. Contaba con 133.912 habitantes según el censo 2010. Es la quinta aglomeración más poblada de la provincia de Buenos Aires, la vigesimosexta a nivel nacional y la tercera de las que se extienden por dos jurisdicciones de primer orden o "estados autogobernados" (que son las 23 provincias y la Ciudad Autónoma de Buenos Aires).
En el anterior censo contaba con 125.663 habitantes.
| San Nicolás de los Arroyos | San Nicolás  | Buenos Aires | 133.602 | 124.315 | 119.302 | 98.495 |
| Campos Salles              | San Nicolás  | Buenos Aires | [ 6 ]   | 1.093   | S/D     | S/D    |
| Barrio Arroyo del Medio    | Constitución | Santa Fe     | 310     | 255     | [ 8 ]   | [ 8 ]  |
| Total                      |              |              | 133.912 | 125.663 | 119.302 | 98.495 |